# 田中等
田中 等（たなか ひとし、1950年7月28日 - ）は、日本の弁護士。第一東京弁護士会会長や、日本弁護士連合会副会長、学校法人明治大学評議員、SUMCO取締役、東京エネシス取締役等を歴任した。

## 人物・経歴
1973年明治大学法学部卒業。1976年弁護士登録。2005年SUMCO監査役。2009年第一東京弁護士会会長、日本弁護士連合会副会長。2012年学校法人明治大学評議員。2014年東京エネシス取締役。2016年SUMCO取締役。2020年旭日中綬章受章。